# Vulkán-hegység
A Vulkán-hegység (románul: Munții Vâlcan) a Déli-Kárpátokban helyezkedik el, Hunyad megye és Gorj megye határán. Neve ellenére a hegység nem vulkáni eredetű, hanem kristályos kőzetekből épül fel. A főgerinc 55 km hosszan terül el, sok helyen meghaladja az 1400 méteres magasságot. Legmagasabb pontja a Oszlea-csúcs (vârful Oslea) 1946 méter magassággal. A hegység a Zsil völgyéből hirtelen emelkedik fel 500-550 m-ről 1550 méterig a Candetu-csúcsnál (1548 m), ami majdnem 1 km szintkülönbséget jelent 2,7 km-es szakaszon

## Külső hivatkozások
- Leírás
- Turistatérkép (románul)